# Baddräkt

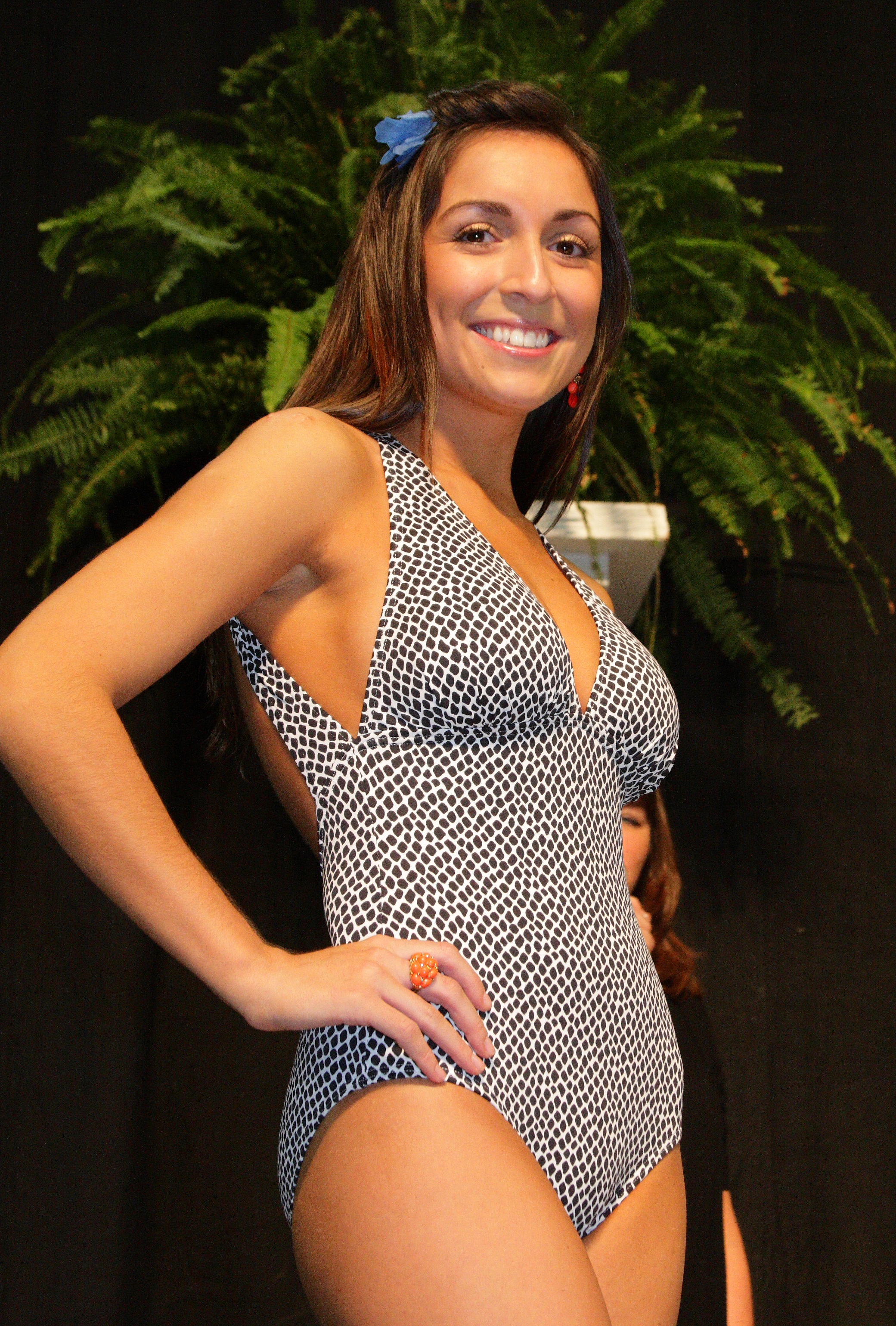
Kvinna i baddräkt.

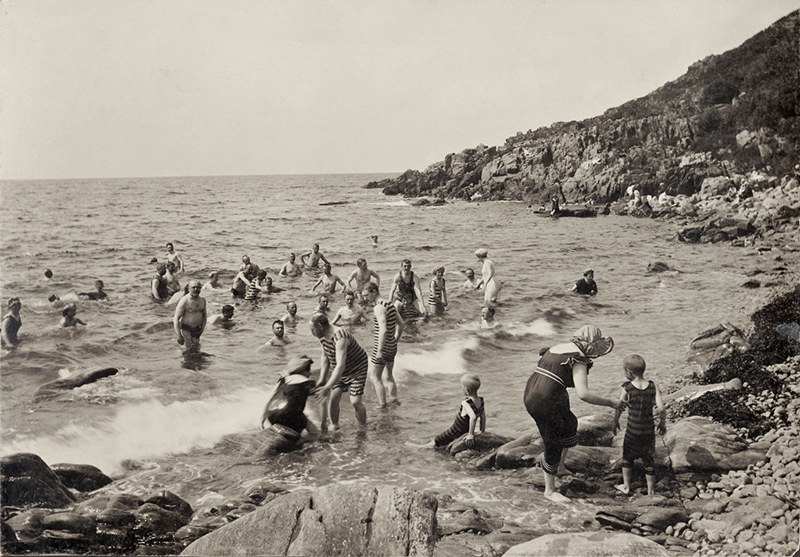
Svenskt baddräktsmode ca 1910 i Ransvik.

Baddräkt, simdräkt eller simbaddräkt (finlandssvenska: simkostym) är ett klädesplagg avsett att användas vid bad och simning. Med baddräkt avses vanligen ett plagg i en del, men ibland ses den tvådelade bikinin som ett slags baddräkt och baddräkten i ett stycke kallas då hel baddräkt för att skilja dem åt. Baddräkt och bikini är de två typer av badkläder som kvinnor i regel brukar anses kunna välja mellan.

## Historik
Fram till mitten av 1900-talet brukade även män bära baddräkt, dock normalt med annan skärning än de baddräkter som kvinnor hade. Numera används baddräkt nästan uteslutande av kvinnor, medan män använder badbyxor.
Liksom modet i stort har även baddräktens utseende varierat med tiden. Det har funnits ett mode i baddräkter åtminstone sedan mitten av 1800-talet då särskilt den begynnande medelklassen började tillbringa sommarsemestrar vid badorter. Baddräkter med relativt modernt utseende började komma under mellankrigstiden.
Karaktäristiskt för tidigt 2000-tal kan sägas vara en blandning av stilarna från 1900-talets senare hälft. Flera stilar finns därmed representerade: 1950- och 60-talens baddräkter med ben, 1970-talets låga benskärning, 1980-talets höga benskärning med tangabakdel och 1980- och 1990-talets stringbakdel. 
Stringbaddräkten kan ses som badmodets mest utpräglade provokation sedan bikinins genombrott på 1950-talet. Den påminner något om stringbodyn.

## Simdräkt
Simmare använder simdräkter, som till skillnad från baddräkter, är utformade för att ge minsta motstånd i vattnet. Simmare kunde vid tävling tidigare använda heltäckande simdräkter, exempelvis så kallad hajdräkt eller superdräkt, men detta är förbjudet sedan 1 januari 2010. Undantag gäller tävlingar i öppet vatten där våtdräkter får användas. Männens simdräkt får inte gå över eller nedanför knäna eller nå över naveln. Kvinnors simdräkt får inte täcka nacke eller axlar och simdräkten får inte gå över eller nedanför knäna.

## Bildgalleri

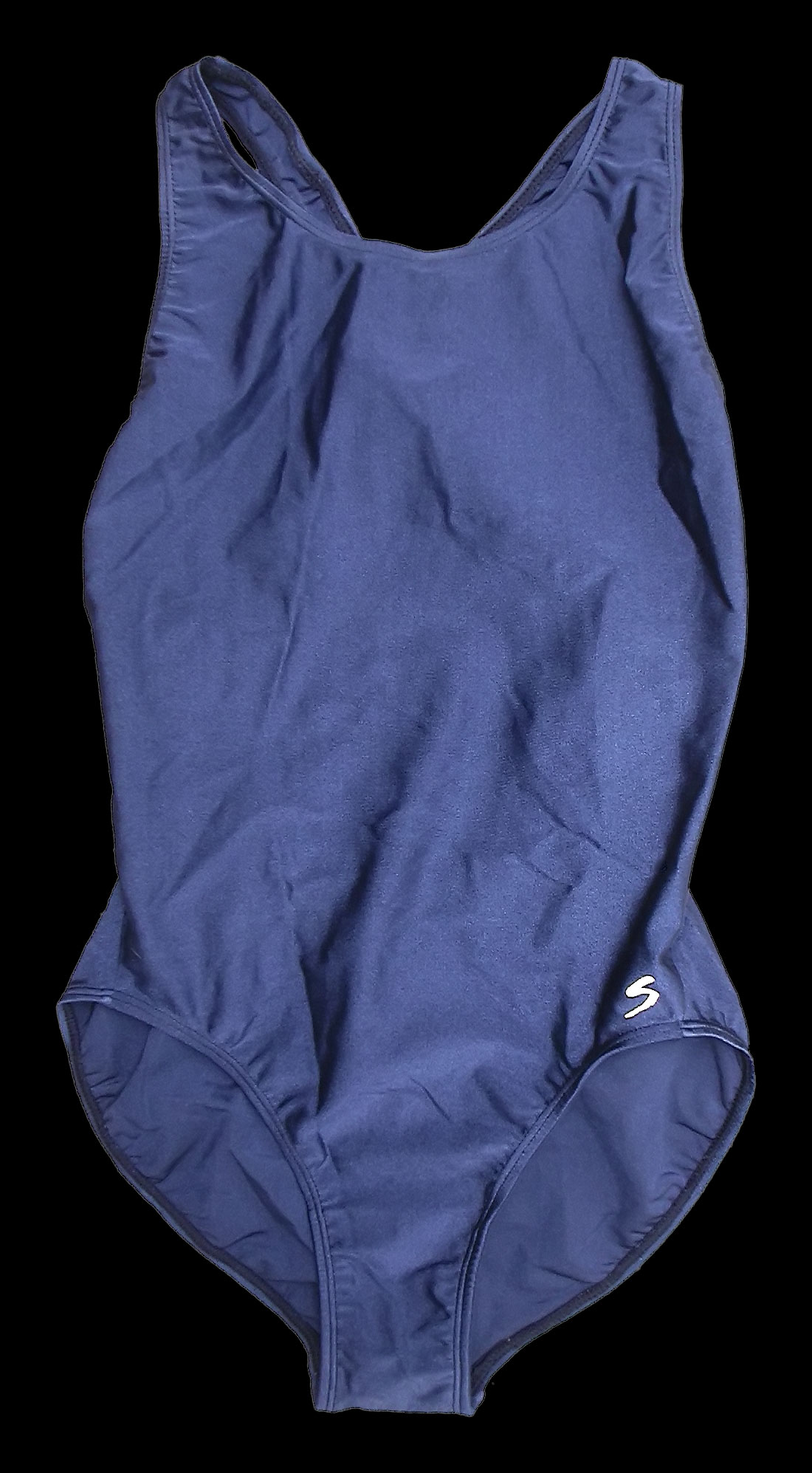
Baddräkt
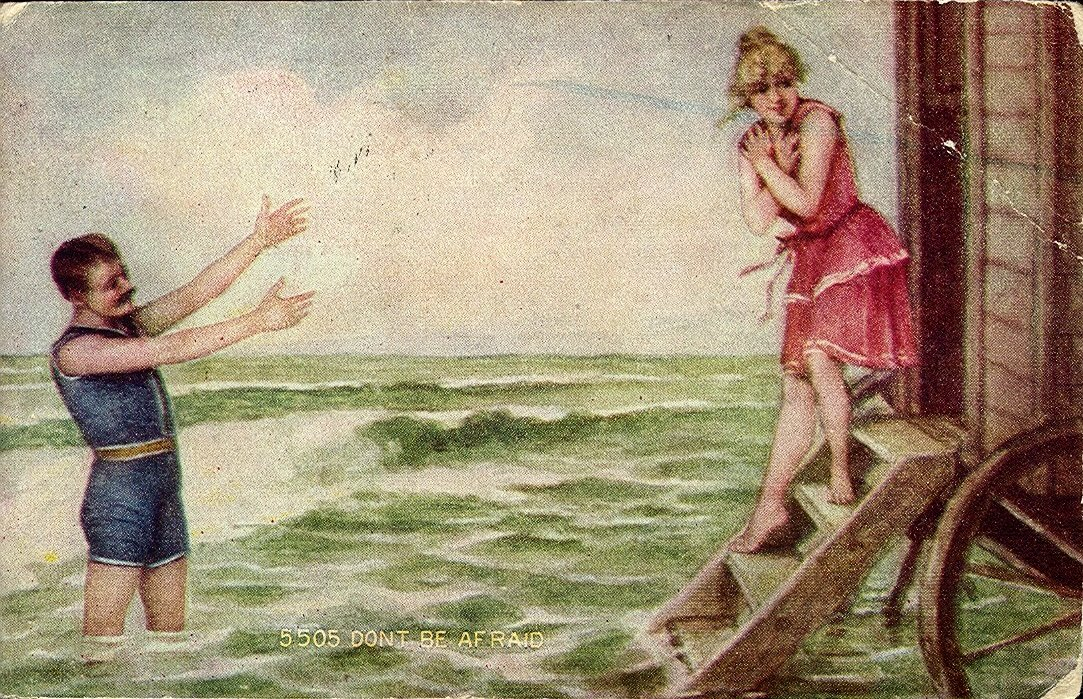
Man och kvinna i badkläder vid en badmaskin c. 1910
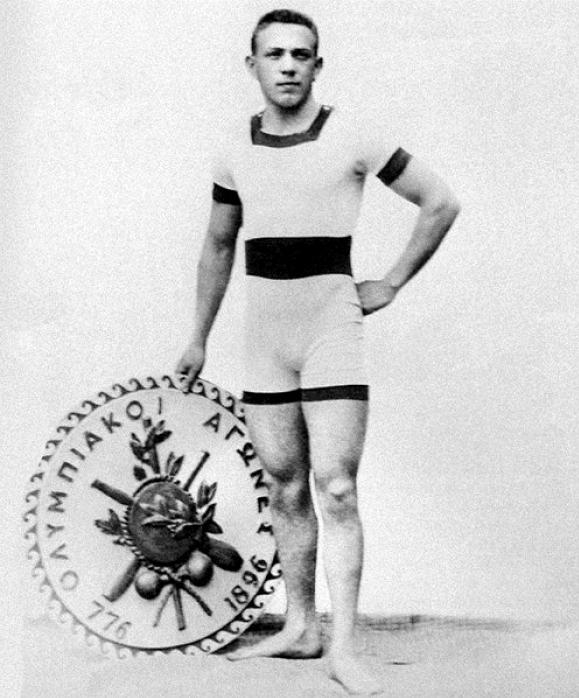
Alfréd Hajós i baddräkt vid Olympiska sommarspelen 1896